# Galterö
Galterö ist eine zu Schweden gehörende Insel im Kattegat.
Sie liegt im Göteborger Schärengarten westlich von Göteborg in der Provinz Västra Götalands län und gehört zur Gemeinde Göteborg. Galterö ist eine der größeren Inseln des Schärengartens, jedoch unbewohnt. 

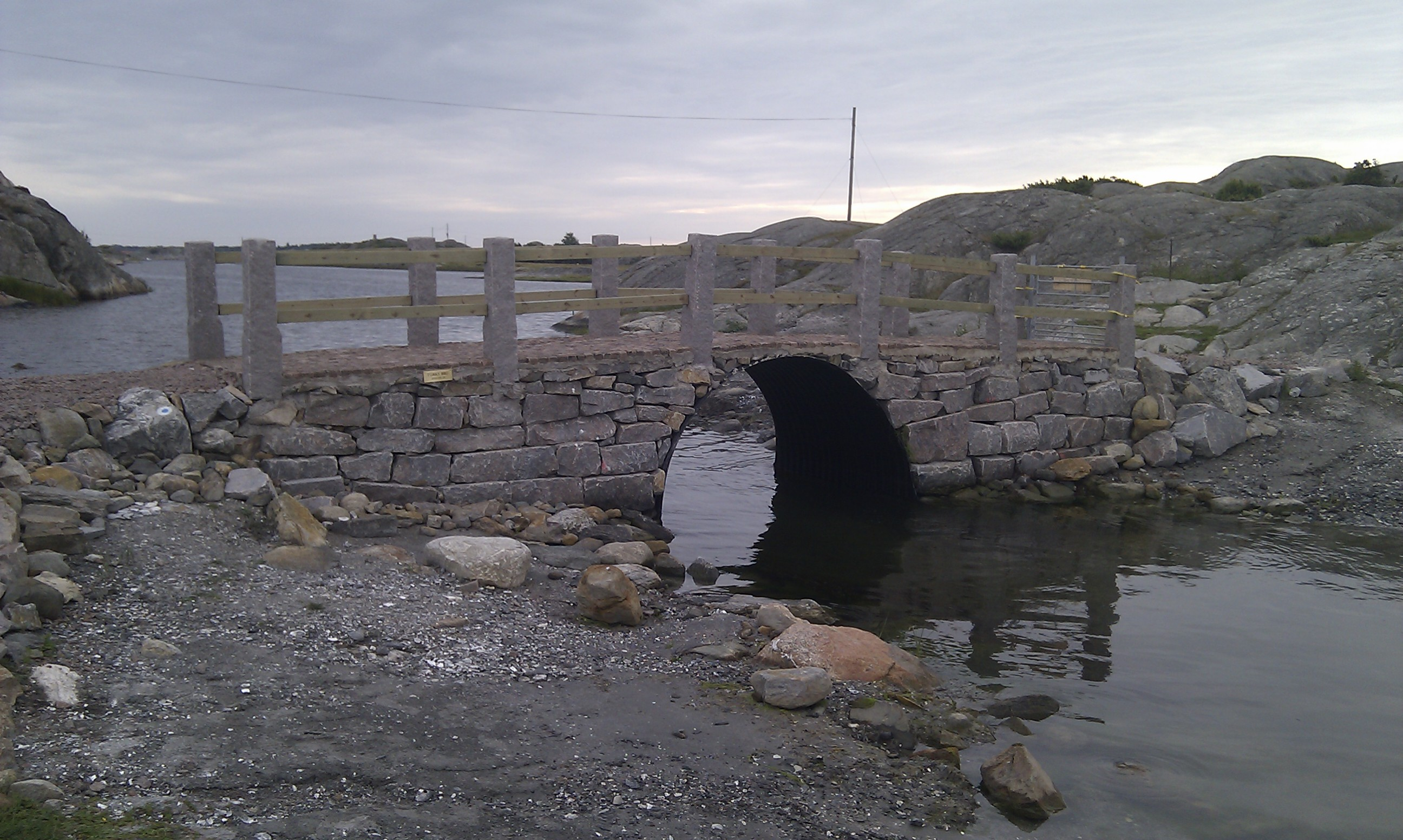
Brücke zwischen Brännö und Galterö über den Galterösundet

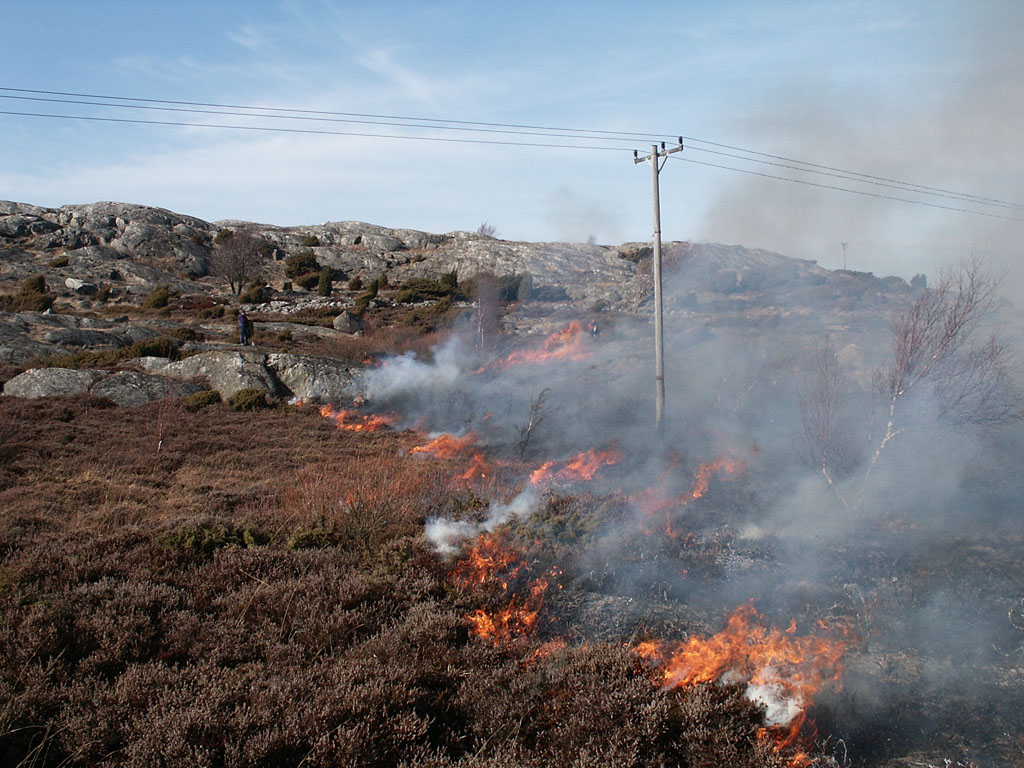
Feuer auf Galterö

Östlich von Galterö, lediglich durch den nur wenige Meter breiten Galterösundet getrennt, liegt die Insel Brännö. Eine kleine Brücke verbindet seit Mai 2011 die beiden Inseln, vorher war der Übergang seit mindestens 150 Jahren nur über eine Kieselbank möglich. Südlich liegen Krokholmen, Stora Stårholmen, Galterö Rönnskär, nordwestlich Böttö und nördlich Varholmen. Mehrere Halbinseln ragen von Galterö aus ins Meer. Nach Nordwesten liegt Galteröhuvud, nach Nordosten Sundholmen. Galterö erstreckt sich über etwa 2 Kilometer in Ost-West-Richtung und 1,3 Kilometer in Nord-Süd-Richtung. Nördlich von Galterö führen die Fährrouten Göteborg–Kiel und Göteborg–Frederikshavn vorbei.

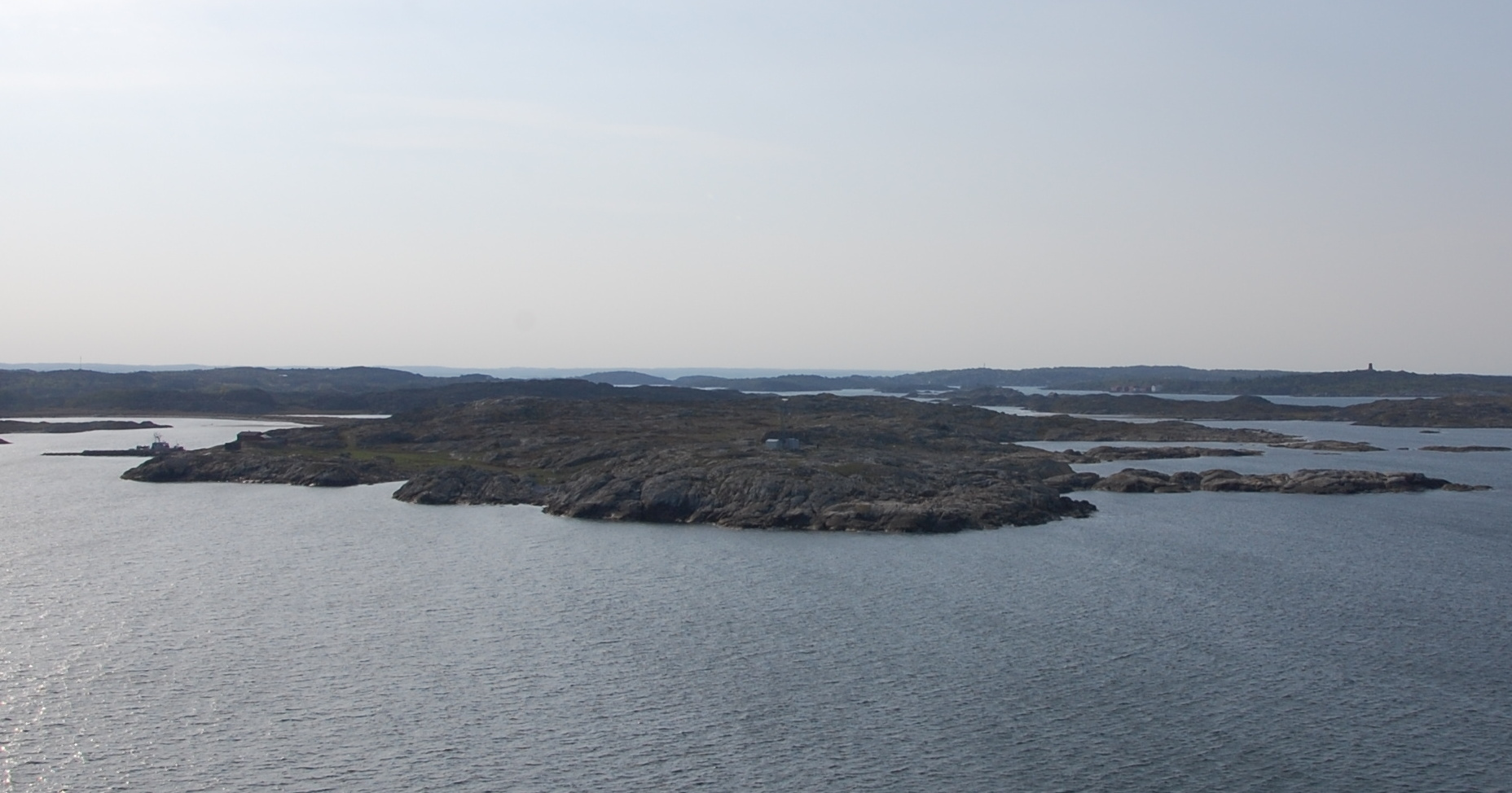
Galteröhuvud

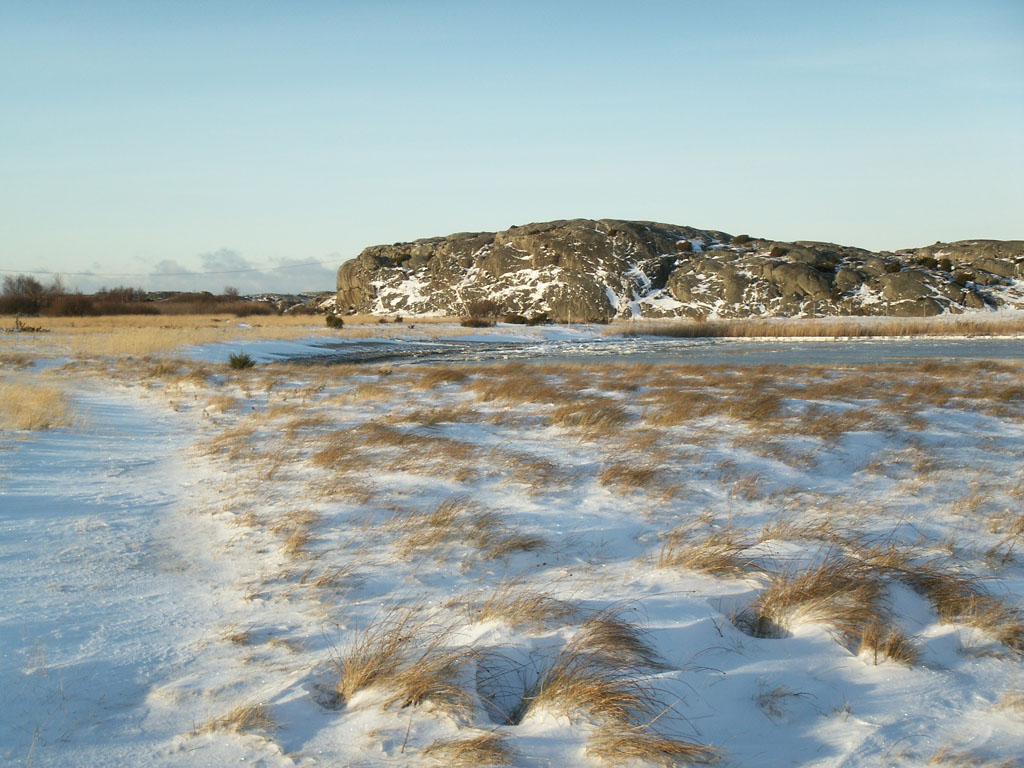
Galterö im Winter

Die Insel besteht aus einer Felsformation. Anders als die benachbarten Inseln im südlichen Schärengarten Göteborgs bestehen jedoch mehrere Landschaftszonen. Neben Strand, Klippen und Feuchtgebieten bestehen auch Wiesen. Besonders vielfältig ist die auf Galterö vorkommende Vogelwelt. Unter anderem gibt es Austernfischer, Kanadagans, Rotschenkel, Turmfalke und Wiesenpieper. Im Sommer finden sich auch Alpenstrandläufer, Knuttstrandläufer und Prärie-Goldregenpfeifer ein. Der Großteil der Insel sowie des umgebenden Meeres ist seit 2015 als Naturschutzgebiet ausgewiesen; die nordwestliche Halbinsel Gälteröhuvud ist davon ausgenommen, da sie dem schwedischen Militär gehört.
Neben Sommerhäusern gibt es auf Galterö auch einige militärische Bauten. Einen Hafen gibt es nicht. Über die Insel führt ein etwa drei Kilometer langer Wanderweg. Auf Galterö weiden im Sommer etwa 100 Schafe Brännöer Bauern. Insbesondere auf den Klippen der Insel wächst Heidekraut, welches gerne von den Schafen abgeweidet wird. Um ein Verholzen des Heidekrauts zu verhindern, wird die Heide im Frühjahr jeweils durch Feuer niedergebrannt. Das Kraut treibt damit neu zart aus und bleibt so für die Schafe genießbar. Diese Form der Beweidung erfolgt auf Galterö bereits seit geschichtlicher Zeit. Sonst für die Region typische Pflanzenarten finden sich daher auf Galterö zum Teil nicht.
An den Stränden und auf den Wiesen der Insel findet sich Augentrost, Gemeiner Lein, Heide-Nelke, Strand-Tausendgüldenkraut, Sumpf-Enzian und Sumpf-Stendelwurz.
Auf der Insel bestehen 33 vom schwedischen Zentralamt für Denkmalschutz Riksantikvarieämbetet ausgewiesene Denkmäler.